# Виланова (Горица)
Виланова је насеље у Италији у округу Горица, региону Фурланија-Јулијска крајина.
Према процени из 2011. у насељу је живело 113 становника. Насеље се налази на надморској висини од 52 м.